# 永宁镇 (徽县)
永宁镇，是中华人民共和国甘肃省陇南市徽县下辖的一个乡镇级行政单位。

## 行政区划
永宁镇下辖以下地区：
太伯村、郭坪村、张沟村、唐庄村、岳王村、青山村、高庙村、秋木村、庙湾村、永街村、高山村和苏沟村。